# CityLAZ-12
CityLAZ-12 lub LAZ A183 – niskopodłogowy autobus z serii CityLAZ przeznaczony dla komunikacji miejskiej, produkowany od 2004 roku przez ukraińskie przedsiębiorstwo LAZ ze Lwowa.
LAZ A183 jest wytwarzany w wersjach z silnikami wysokoprężnymi. Od 2012 roku dostępna jest odmiana z napędem gazowym CNG. Najczęściej jest sprzedawany z silnikami Diesla Deutz BF6M 1013ECP o mocy 265 KM lub Youchai YC6A260-20 o mocy 260 KM. Alternatywnie zaczęto stosować silniki Diesla firmy MAN typu D0826 o mocy 280 KM. Jednostki napędowe zblokowane są z automatyczną 6-biegową skrzynią ZF 6HP-502C.
Oprócz autobusów standardowej długości producent ma w ofercie autobusy dłuższe oparte na CityLAZ-12. Przegubowy CityLAZ-20 (LAZ A292).
W 2005 roku przedstawiono oraz wprowadzono do produkcji ukraińskie trolejbusy ElectroLAZ-12 (LAZ E183).

## Modyfikacje
- LAZ A183D1 (CityLAZ 12 LF) – autobus miejski niskopodłogowy z silnikiem Deutz BF6M 1013ECP
- LAZ A183F0 (CityLAZ 12 LE) – autobus miejski z silnikiem Youchai YC6A260-20
- LAZ A183NG (CityLAZ 12 CNG) – autobus miejski napędzany LPG z silnikiem MAN D0836 LOH01
- LAZ A183N1 (CityLAZ 12 LF) – autobus miejski niskopodłogowy z silnikiem MAN D0836
- LAZ AX183D (AeroLAZ 12) – autobus lotniskowy z silnikiem Deutz BF6M 1013ECP